# Variëgatie

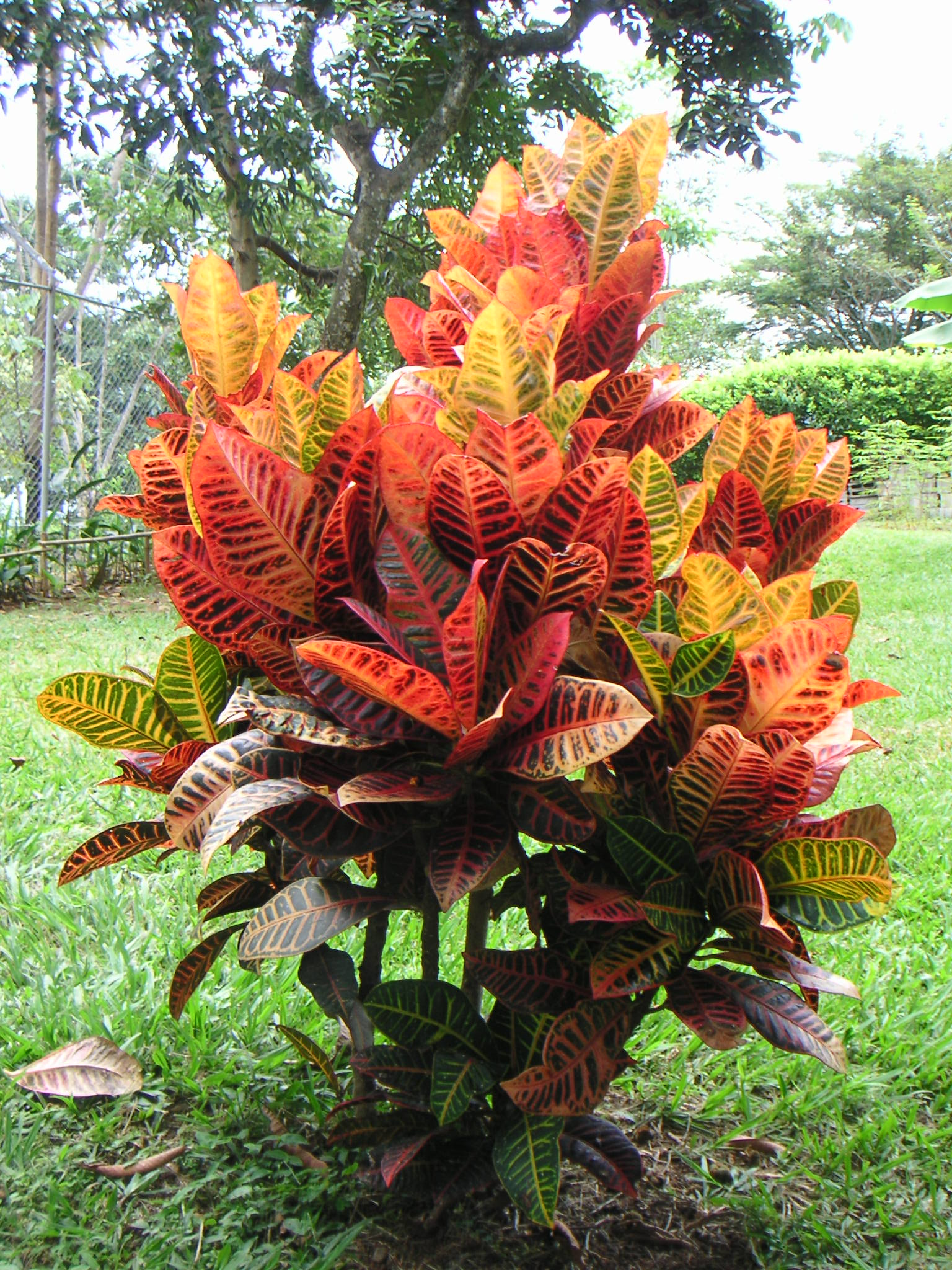
Croton (Codiaeum variegatum)

Variëgatie ( lat. variegare afwisseling brengen), vroeger ook wel albicatie, is het optreden van verschillend gekleurde delen op planten. Het wordt meestal veroorzaakt door een plaatselijk tekort of het afwezig zijn van chlorofyl, wat tot witte, beige, lichtgroene of gelige vlekken leidt.
Bovendien kunnen pigmenten (xanthofyllen en carotenen) die gelijkmatig verdeeld of plaatselijk in de opperhuid zijn ingebed, extra kleuren of kleurzones op de gevlekte achtergrond brengen. Op bladeren zijn de kleurvariaties het opvallendst, maar ze kunnen op elk groen deel, dus ook op vruchten, bloemen en stengels, voorkomen. Bij vetplanten met ontbrekende of sterk verkleinde bladeren zijn kleurveranderingen in de anders groene scheuten zeer opvallend.

## Manifestaties
Bij sommige planten is variëgatie normaal in de wilde vorm. Hier zijn de patronen meestal symmetrisch. Voorbeelden hiervan zijn de lichte patronen op de bladeren van de klaver (Trifolium pratense) en de gestreepte bladeren van de croton (Codiaeum variegatum).
Bij andere planten komen variëgaties enkel in uitzonderlijke gevallen voor. Als deze zeldzame variëteiten verder gekweekt worden, krijgen ze als aanvulling op hun botanische naam vaak 'variegata', 'variegatus' of 'variegatum' en soms een fantasienaam. Planten met witte of gekleurde bladeren komen bij variëgatie relatief veel voor. Soms missen hele bladeren of delen van scheuten het chlorofyl. De extreme vorm hiervan leidt tot een verlies van de levensvatbaarheid. Planten die volledig vrij zijn van chlorofyl kunnen worden gekweekt uit witte zaailingen en kunnen alleen door een enting verdergekweekt worden, als de onderstam dan groen is voor de noodzakelijke fotosynthese.
Een variant die door een optisch effect veroorzaakt wordt, is de reflectieve variëgatie. Hierbij ontstaan er met lucht gevulde zakjes tussen de bovenste ongepigmenteerde laag van het weefsel en de daaronder gelegen gepigmenteerde laag.

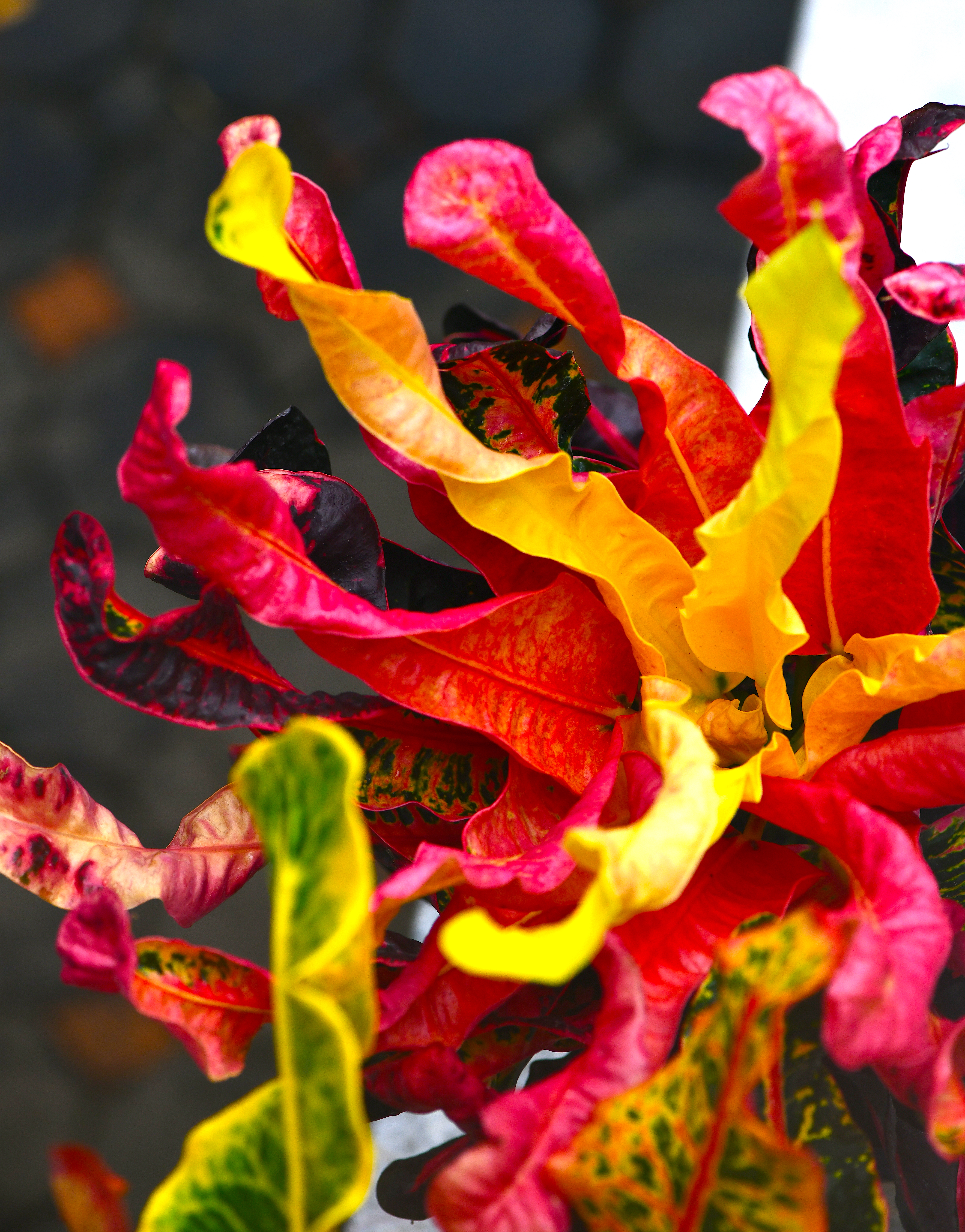
Kweekvorm van een croton
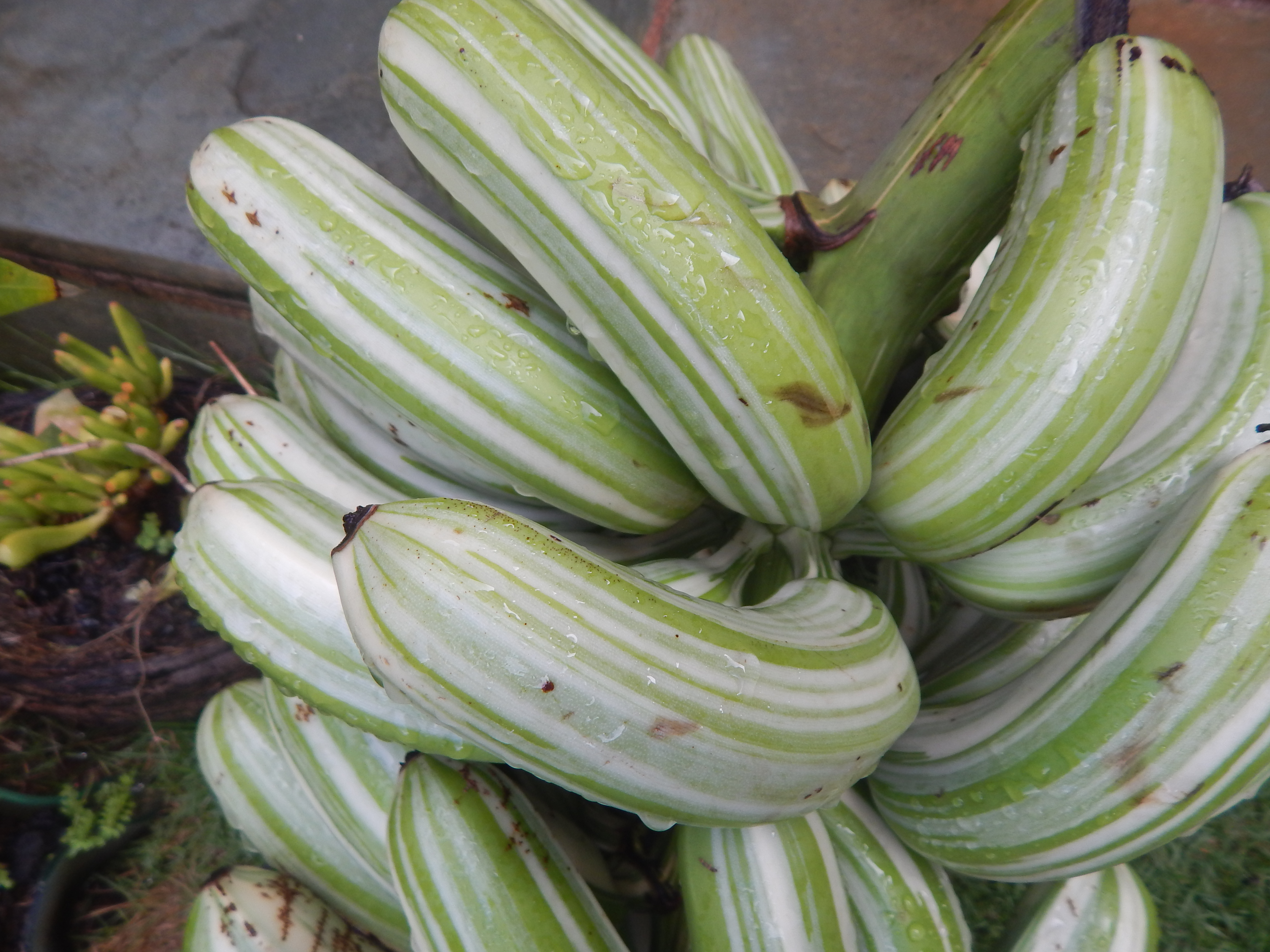
Gestreepte bananenvrucht
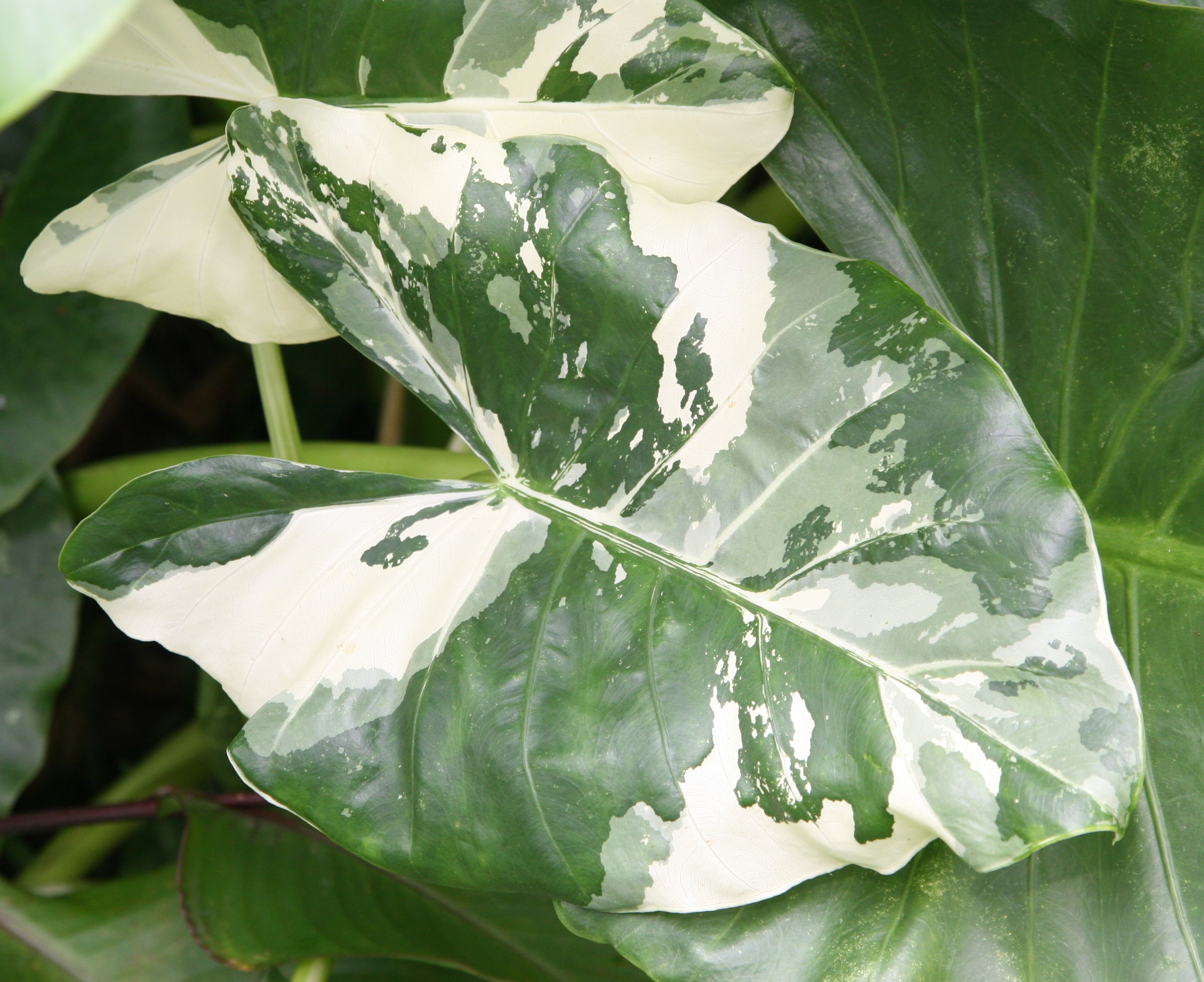
Blad van een Alocasia macrorrhizos variegata
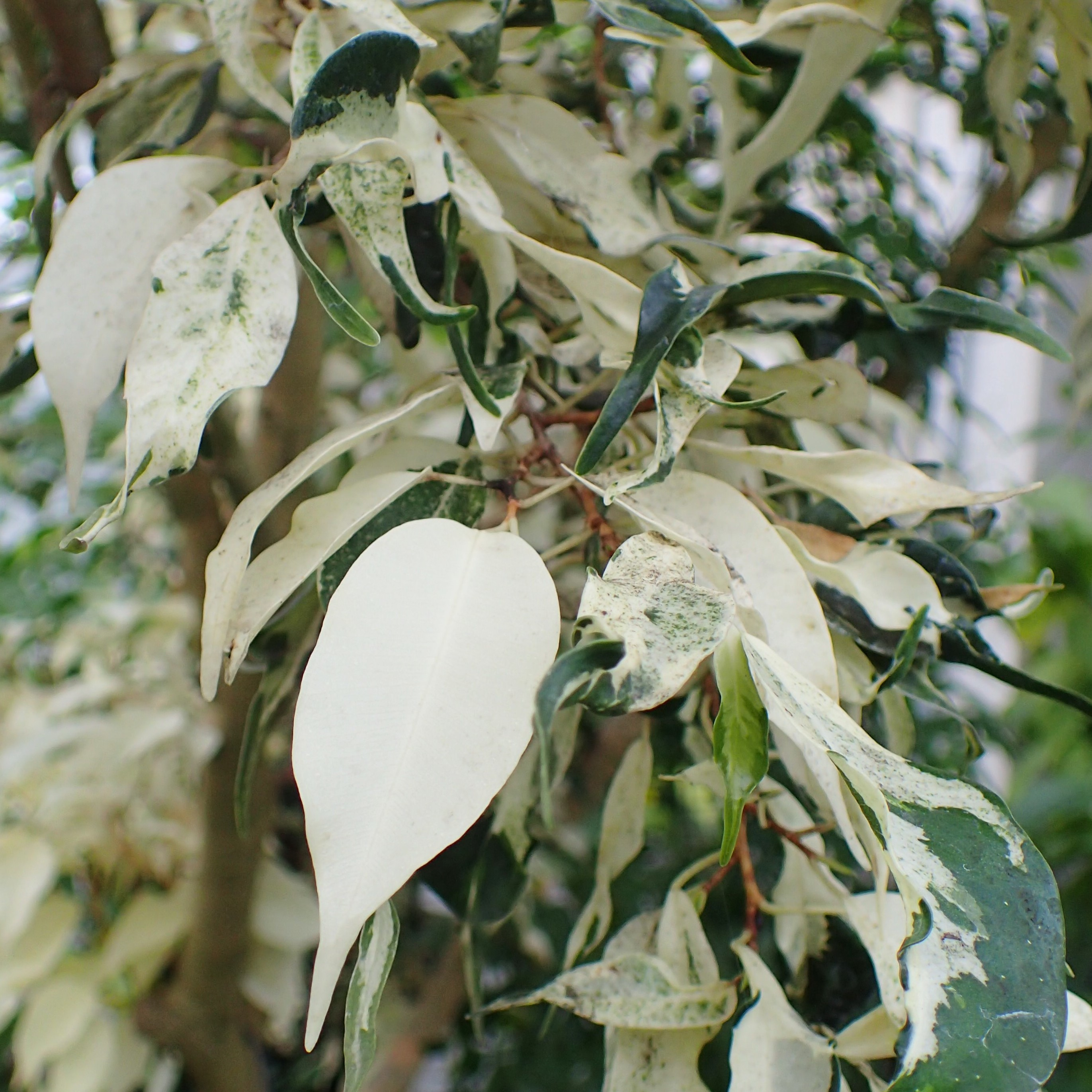
Gebladerte van een Ficus benjamina
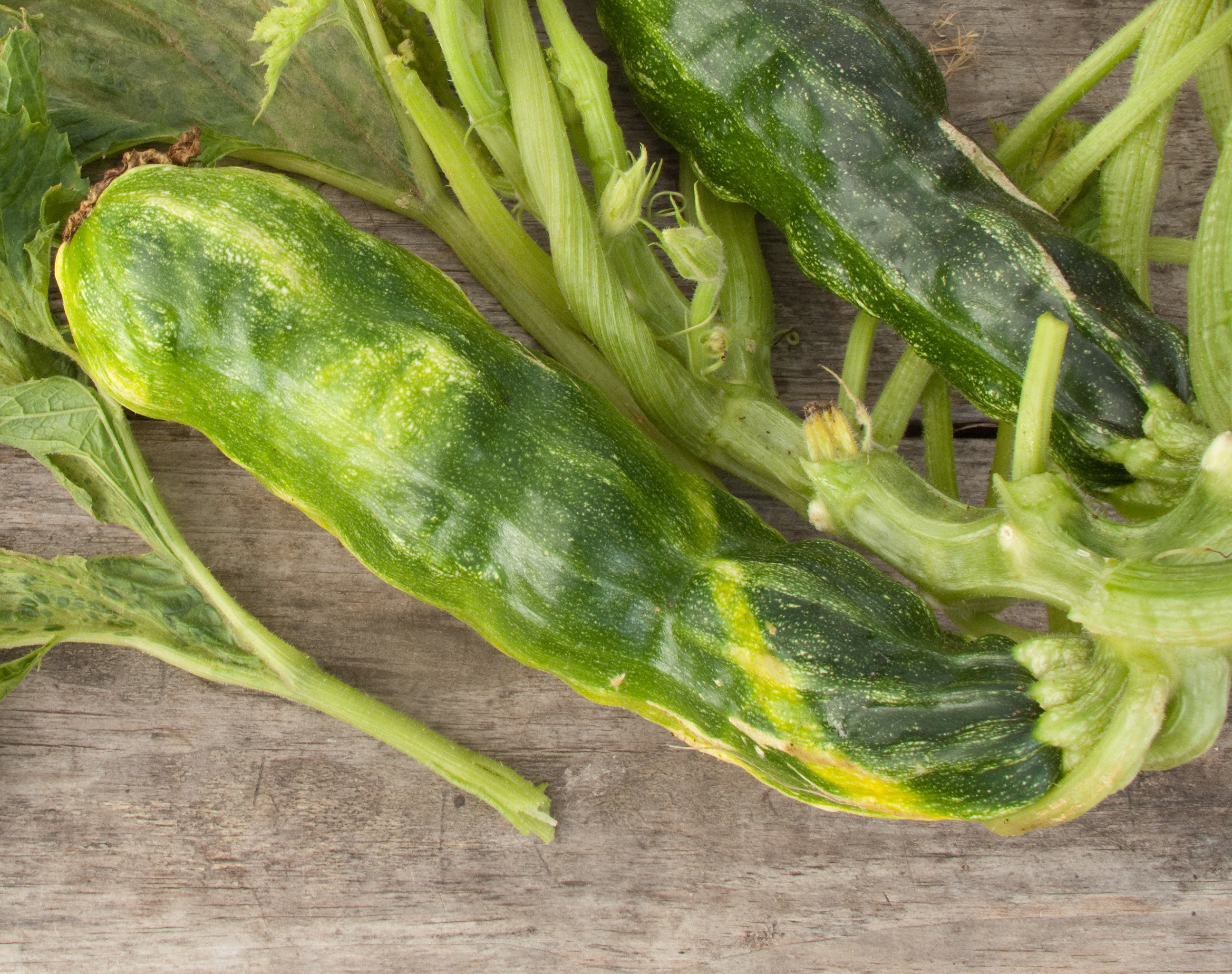
Door een mozaïekvirus aangetaste courgette
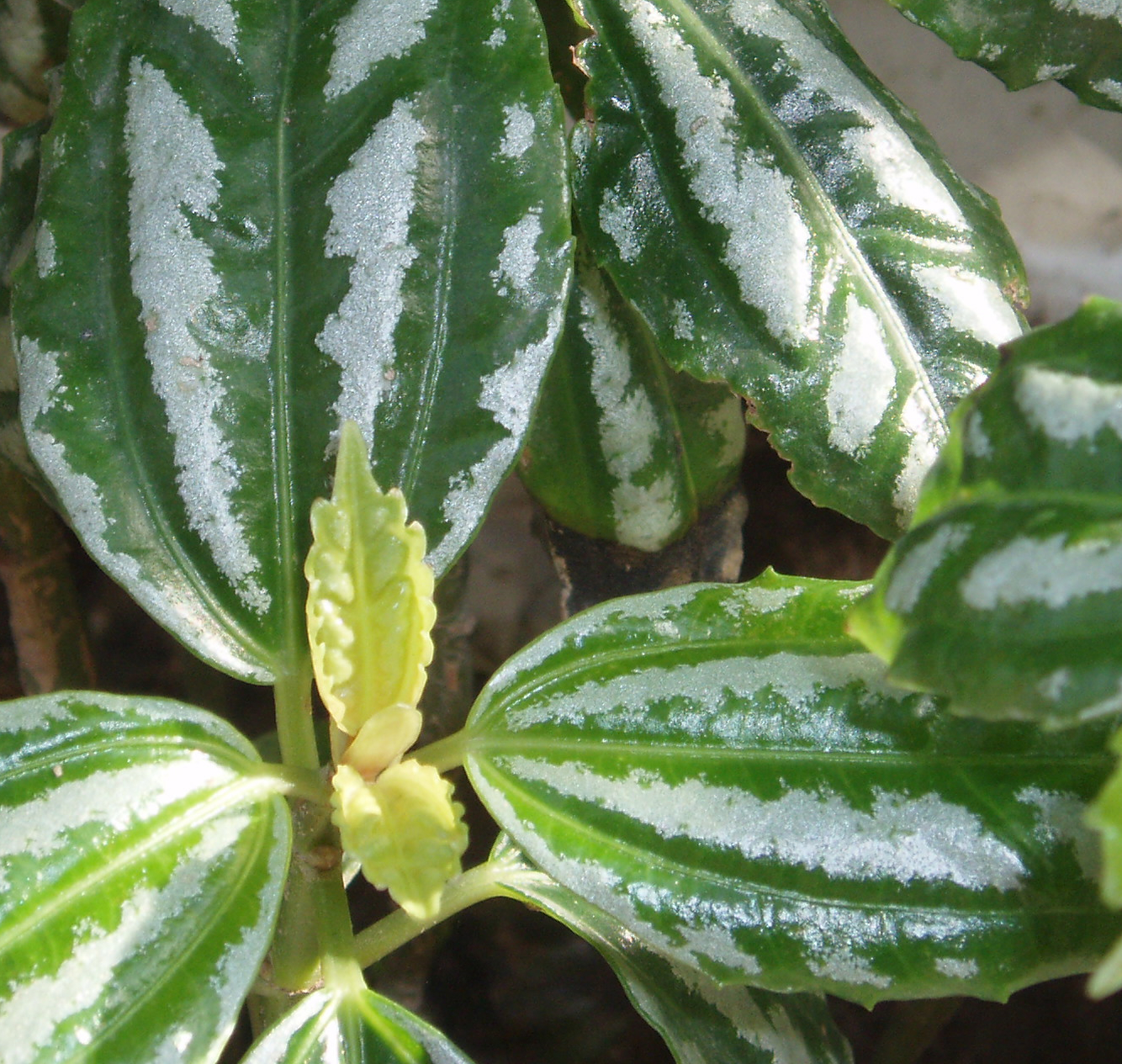
Reflectieve variëgatie bij een Pilea cadieri

## Oorzaken
Variëgatie kan verschillende oorzaken hebben:
- De symmetrische en regelmatige patronen die bij veel soorten in de natuur aangetroffen worden, zijn genetisch vastgelegd. Ze ontstaan uit het intermitterend aan- en uitschakelen van een gen dat de chlorofylvorming tijdens de groei regelt.
- Onregelmatige patronen zijn kenmerkend voor chimeren, waarbij twee verschillende cellijnen naast elkaar voorkomen.
- Verschillende plantenziekten kunnen ook kleurveranderingen veroorzaken, zoals Chlorose, door gebrek aan bepaalde mineralen, en aantasting door het tabaksmozaïekvirus.